# 조봉래
조봉래는 수당상, 삼일문화상등을 받은 대한민국의 화학자다.